# إدوارد أ. وارن
إدوارد أ. وارن هو قاضي ومحامي وسياسي أمريكي، ولد في 2 مايو 1818 في مقاطعة غرين في الولايات المتحدة، وتوفي في 2 يوليو 1875 في بريسكوت في الولايات المتحدة. نشط حزبياً في الحزب الديمقراطي. وقد انتخب عضو مجلس النواب الأمريكي ‏.